# Доттінген
Доттінген (нім. Döttingen) — громада  в Швейцарії в кантоні Ааргау, округ Цурцах.

## Географія
Громада розташована на відстані близько 95 км на північний схід від Берна, 26 км на північний схід від Аарау.
Доттінген має площу 6,9 км², з яких на 26% дозволяється будівництво (житлове та будівництво доріг), 32,5% використовуються в сільськогосподарських цілях, 34,6% зайнято лісами, 6,9% не є продуктивними (річки, льодовики або гори).

## Демографія
2019 року в громаді мешкало 4139 осіб (+10,3% порівняно з 2010 роком), іноземців було 43,1%. Густота населення становила 597 осіб/км².
За віковим діапазоном населення розподілялося таким чином: 19,5% — особи молодші 20 років, 62,5% — особи у віці 20—64 років, 18% — особи у віці 65 років та старші. Було 1774 помешкань (у середньому 2,3 особи в помешканні).
Із загальної кількості 2034 працюючих 49 було зайнятих в первинному секторі, 1075 — в обробній промисловості, 910 — в галузі послуг.